# Wassertaxi Bydgoszcz

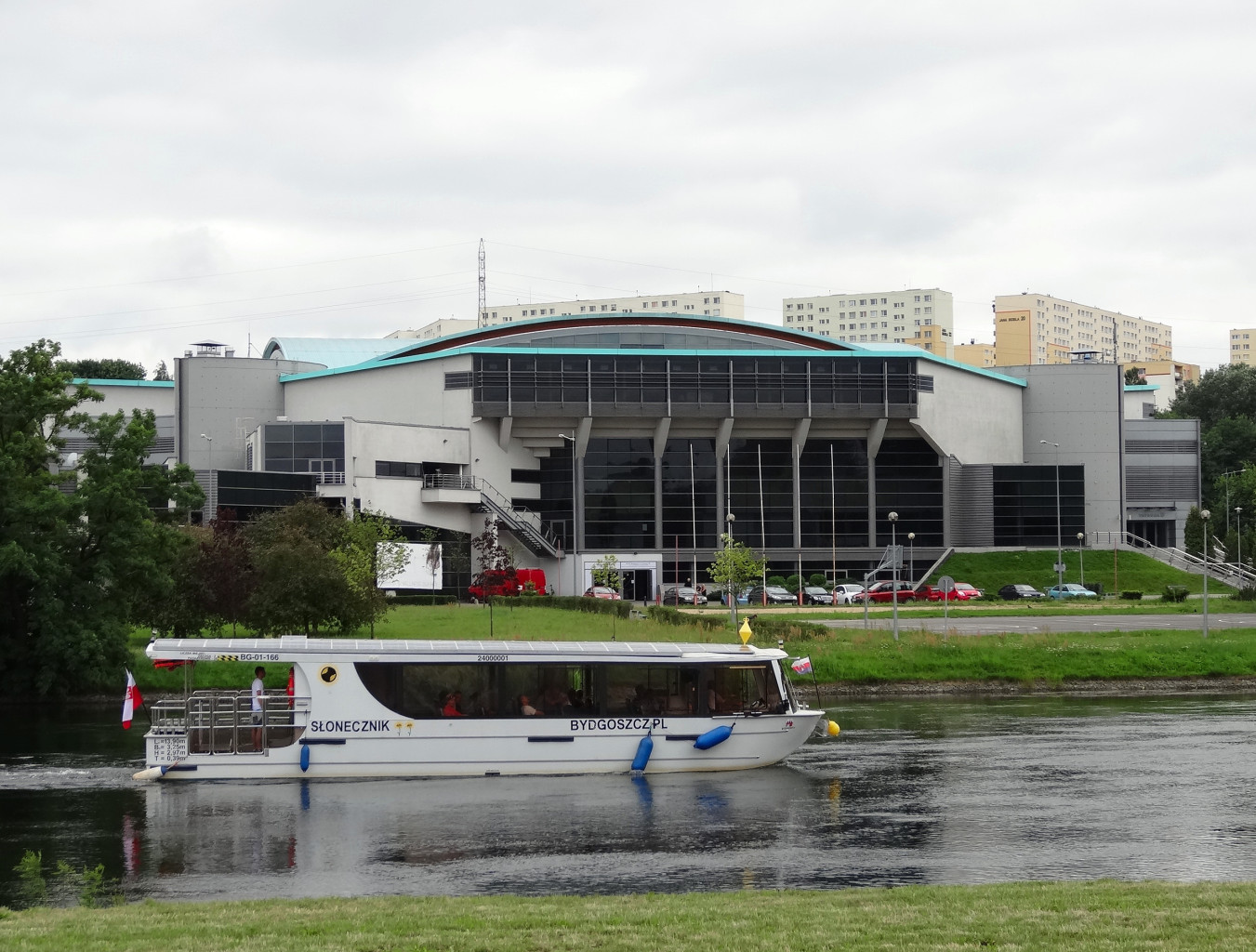
Bromberger Wassertaxi

Das Wassertaxi Bydgoszcz (polnisch Bydgoski Tramwaj Wodny) verkehrt zwischen dem 1. Mai und dem 31. Oktober auf dem Fluss Brda (deutsch Brahe) im Bereich der polnischen Stadt Bydgoszcz (deutsch Bromberg). Die Jungfernfahrt fand am 9. Oktober 2004 um 11 Uhr statt.
Das Wassertaxi bedient drei Linien:
Altstadtlinie – MS Bydgoszcz:
- WSG (Fachhochschule für Wirtschaft)
- Astoria
- Rybi Rynek (Fischmarkt)

Sonnenlinie – Słonecznik:
- Rybi Rynek (Fischmarkt)
- PKS (Zentraler Busbahnhof)
- Tesco
- Hotel Słoneczny Młyn

Schleusenlinie – Słonecznik II:
- Rybi Rynek (Fischmarkt)
- Stadtschleuse
- Schleuse „Czyżkówko“
- Schleuse „Okole“
- Marina Gwiazda

Das Boot mit dem Namen MS Bydgoszcz wurde 1908 unter dem Namen Heinrich in Warnemünde gebaut, 1940 wurde es vom Danziger Kaufmann Franz Preukschat gekauft und in Hela umbenannt. Nach dem Zweiten Weltkrieg kam es nach Bydgoszcz, wo es bis 1995 als Schlepper auf der Brahe fuhr. Jährlich befördert das Wassertaxi etwa 10.000 Menschen.
2008 kaufte die Stadt beim deutschen Unternehmen Yacht Concept Solartechnology zwei solarangetriebene Boote, die die alte MS Bydgoszcz ergänzen. Sie wurden Słonecznik (Sonnenblume) und Słonecznik II benannt.